# Fiumicino
Fiumicino ([fjumiˈtʃiːno]) je město v metropolitní oblasti Říma ve střední Itálii. Leží na západ od Říma u břehu Tyrhénského moře, a to na sever od místa, kde do moře ústí Tibera. Město má 80 500 obyvatel (2019). Je proslulé svým letištěm Řím-Fiumicino (letiště Leonarda da Vinciho), nejfrekventovanějším letištěm v Itálii a šestým nejfrekventovanějším v Evropě. Jméno Fiumicino doslovně znamená říčka. 

## Historie
Fiumicino se stalo samostatnou obcí (comune) v roce 1992; dříve bylo částí Říma a bylo téměř celé součástí bývalé XIV. čtvrti.

## Stavby
- Casa Sperimentale – vlastní vila ve čtvrti Fregene z let 1968–1975, architekti Giuseppe Perugini, Uga De Plaisant, Raynald Perugini

## Galerie

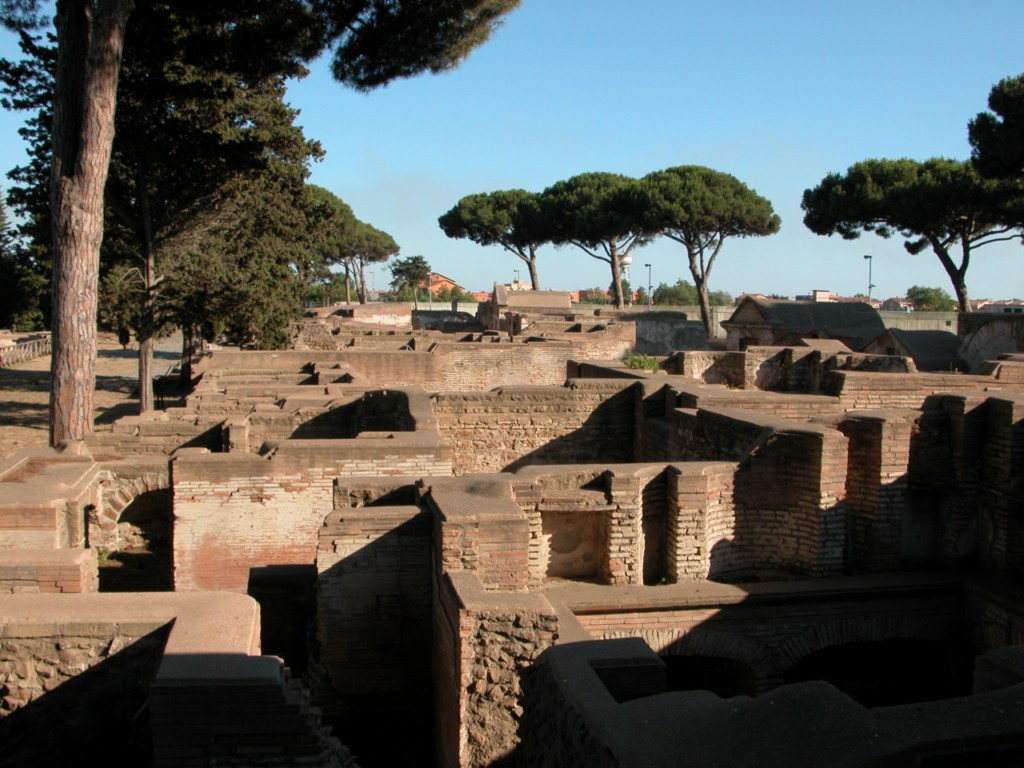
Nekropole Portus
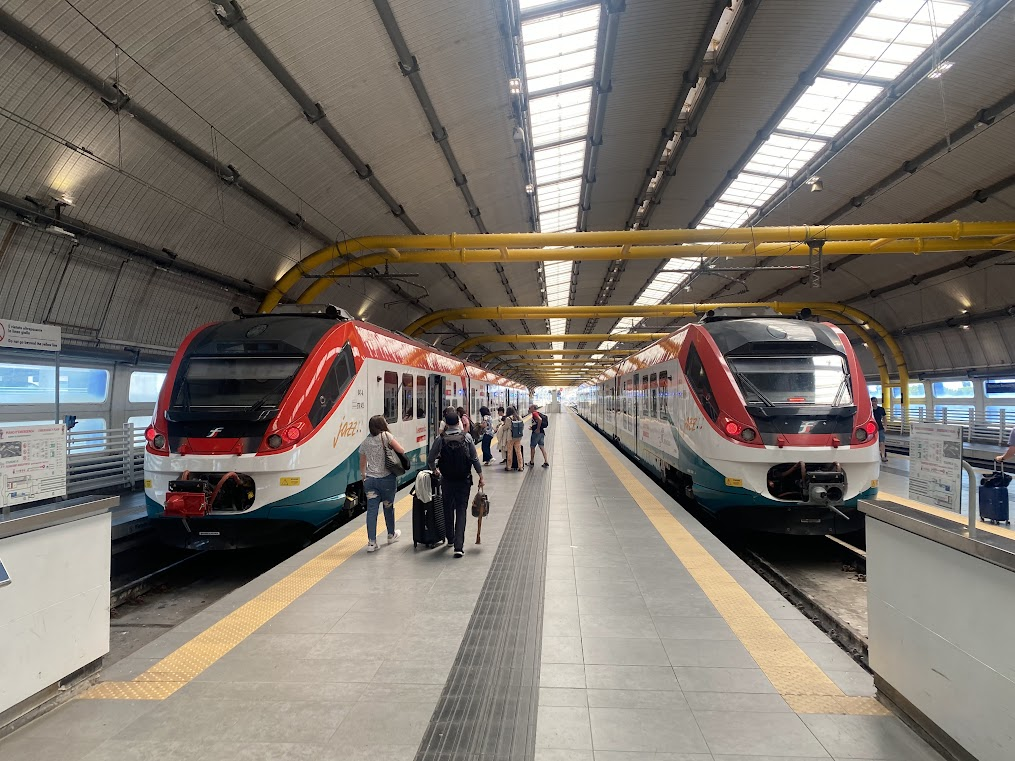
"Leonardo Express" ve stanici Aeroporto Fiumicino
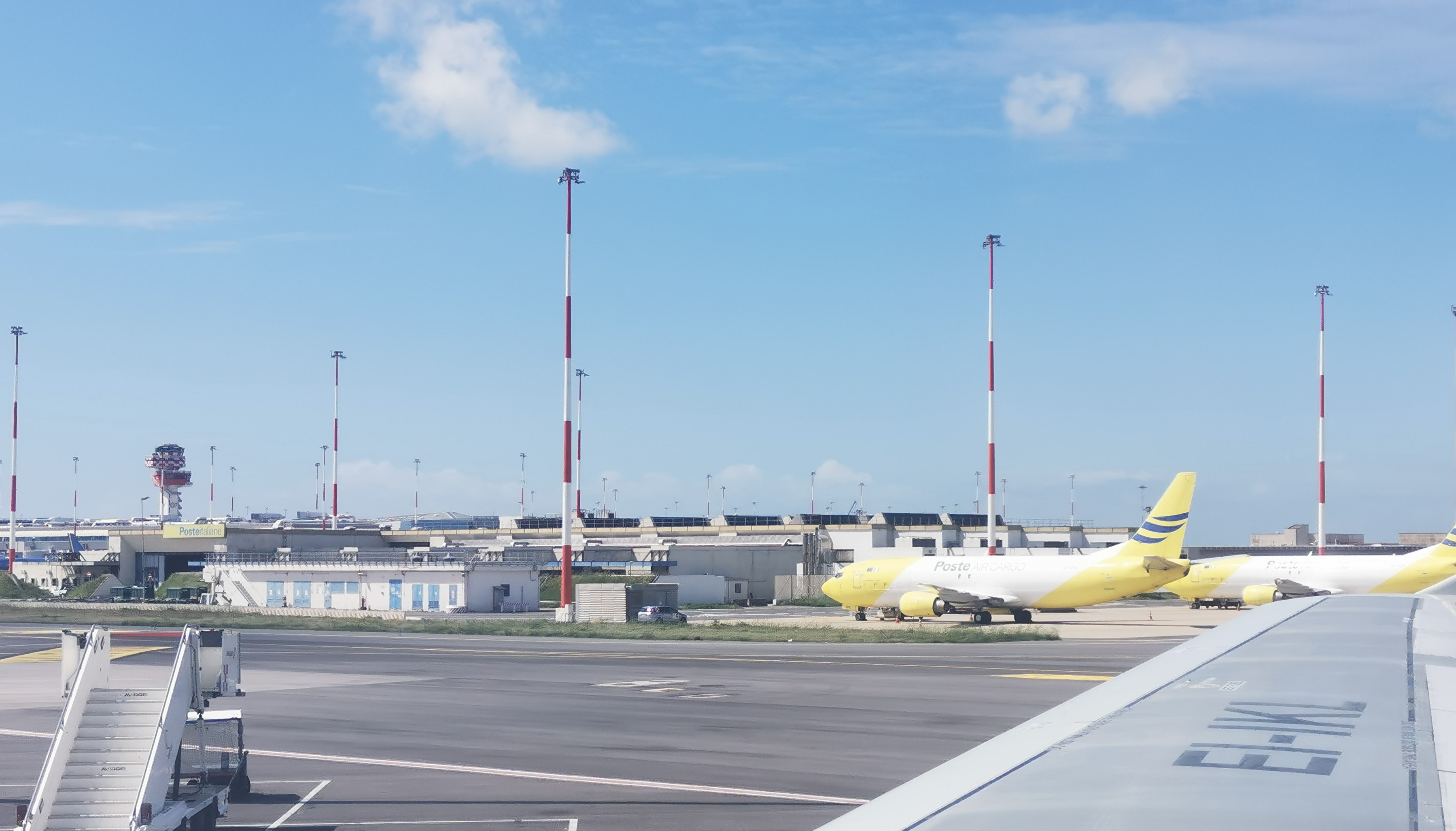
Letiště Fiumicino
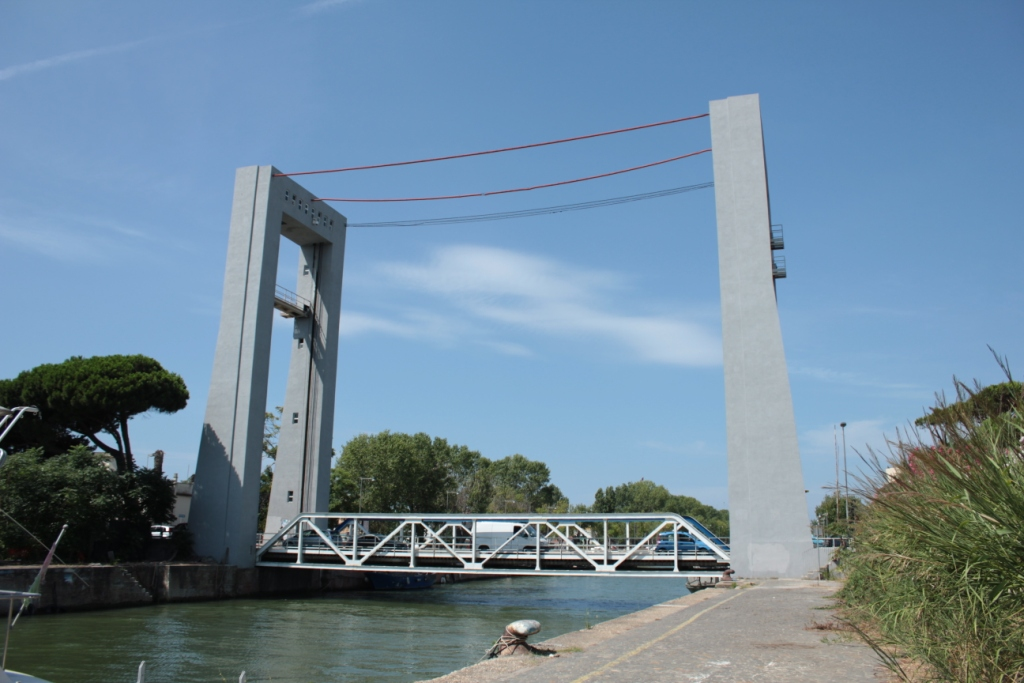
Zvedací most Ponte 2 Giugno
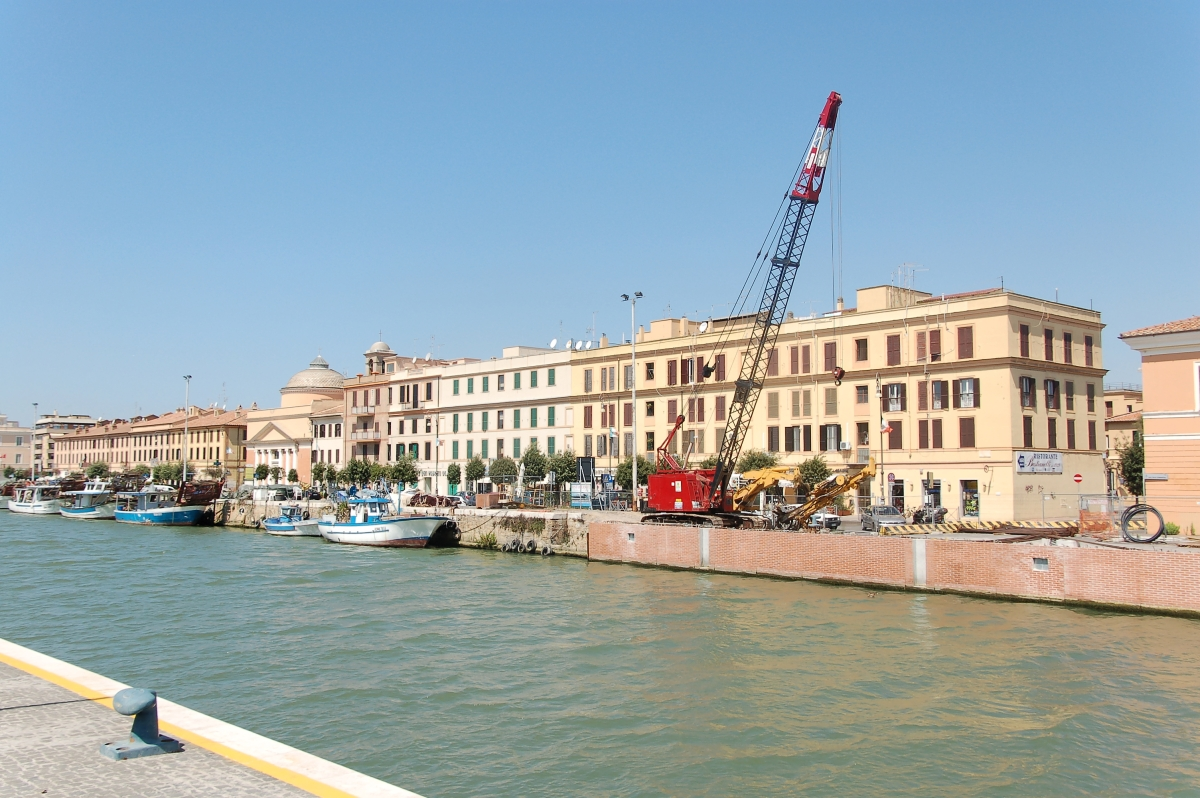
Přístav v ústí severného ramene Tibery do moře